# 拉罗谢特
拉罗谢特（法語：Larochette，法語發音：[laʁɔʃɛt]）是卢森堡梅尔施县的一个市镇，位于白恩茨河畔。部分被毁的拉罗谢特城堡在该地具有重要地位。 

Meysembourg城堡，位于拉罗谢特西南约2（1.2英里），其历史可追溯至12世纪。今天的城堡于1880年以新文艺复兴风格建造，属私人拥有。

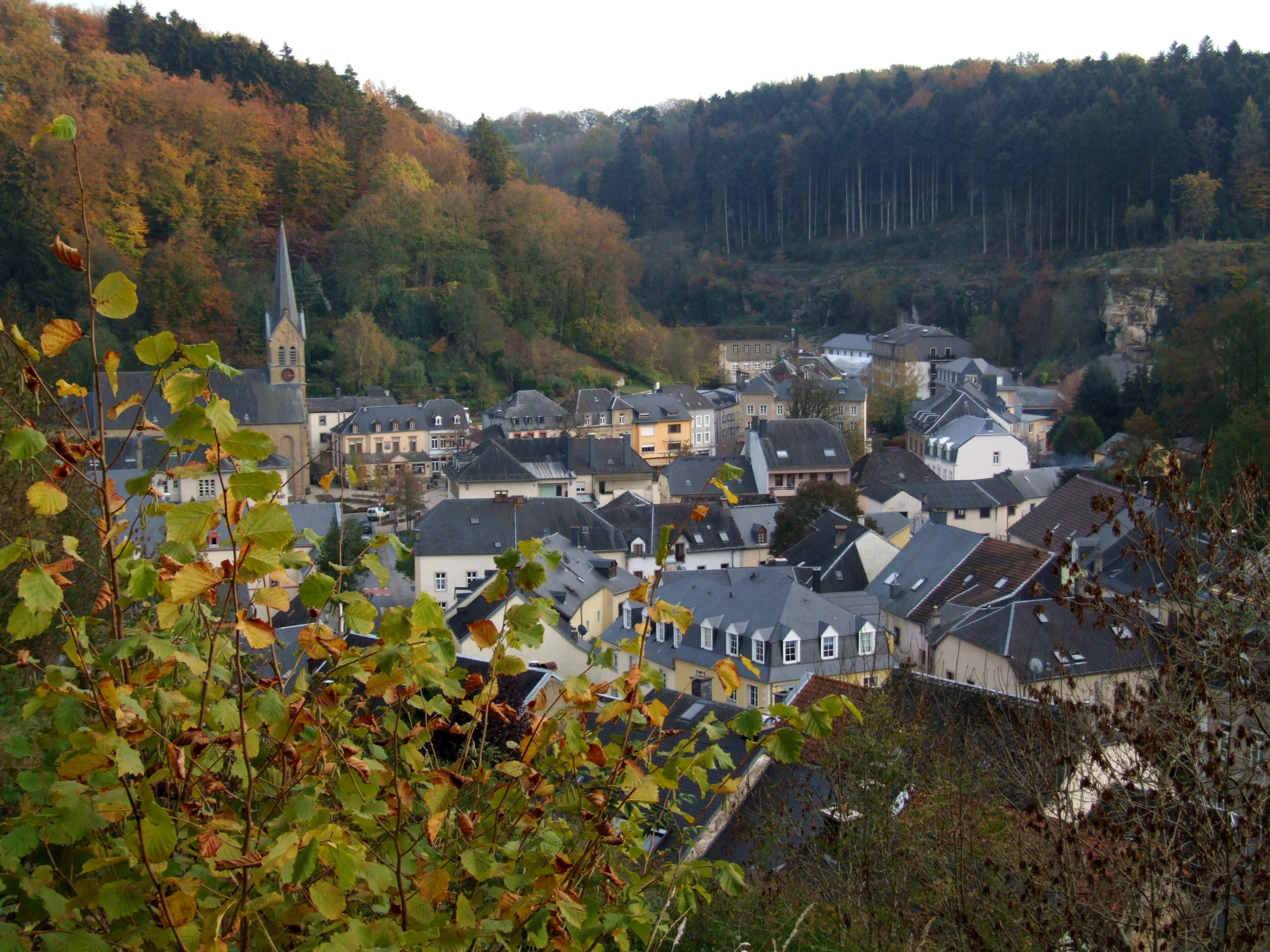
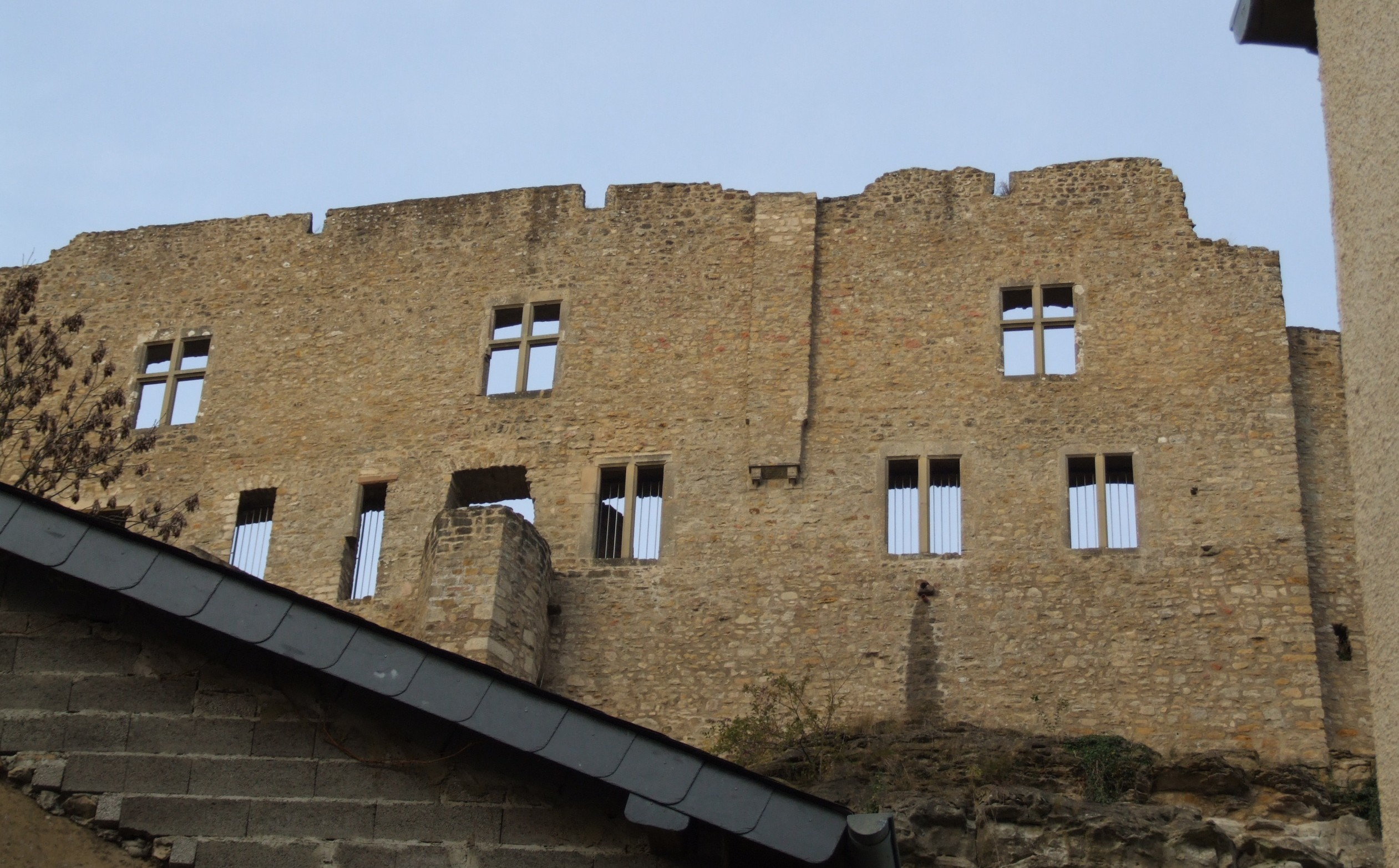
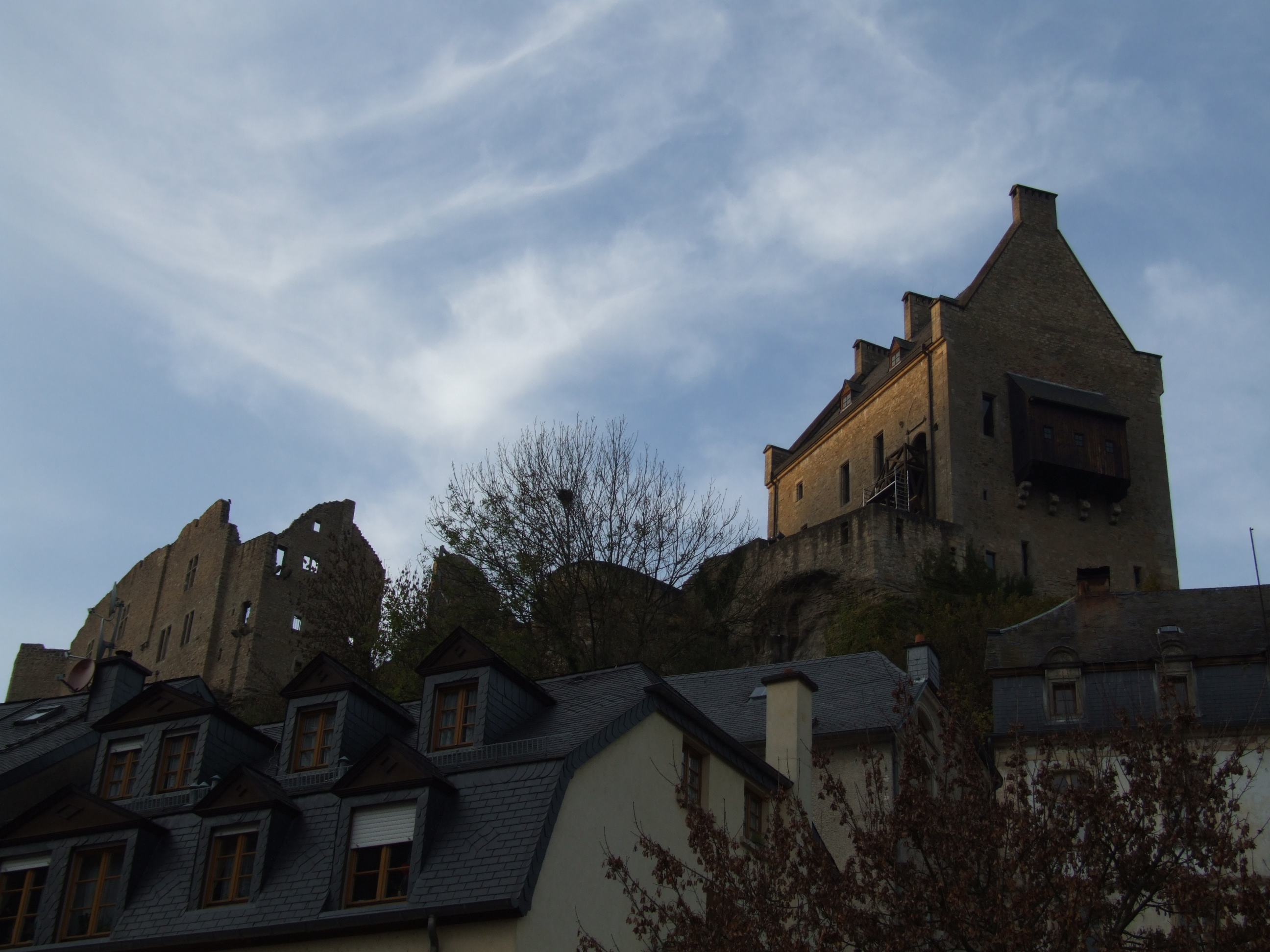